# Stazione di Livorno Calambrone
La stazione di Livorno Calambrone è una stazione ferroviaria della città di Livorno, dedicata esclusivamente al traffico merci, ed è ubicata sulla ferrovia Leopolda, subito dopo la stazione di Livorno Centrale, in direzione Pisa.
Il nome di Calambrone è dovuto alla denominazione della zona geografica, ed è condiviso con la vicina frazione omonima di Pisa. Inoltre, fino al 1960, a pochi chilometri dallo scalo di Livorno Calambrone, si trovava una stazione denominata esclusivamente "Calambrone": essa si estendeva nel territorio comunale di Pisa, ma era posta sulla linea Pisa-Tirrenia-Livorno.

## Strutture e impianti
Lo scalo di Calambrone si sviluppa all'intersezione tra l'antica ferrovia Leopolda per Livorno San Marco (prima metà del XIX secolo) e il più recente tratto costiero Livorno-Cecina della ferrovia Tirrenica (1910), dove sorge la stazione di Livorno Centrale.
La stazione, formalmente aperta nel 1987 lungo la linea già esistente, è dotata di numerosi binari sia passanti che tronchi.
In particolare è suddivisa in due fasci di binari; il primo è formato da 11 (numerati da I a XI) binari e sono gestiti da un apparato ACEI ubicato in una cabina dal lato opposto a via Leonardo da Vinci; due sono passanti (precisamente il III e il IV) e sono destinati al transito dei treni passeggeri, mentre il V si collega lato Livorno Centrale diventando il terzo binario di collegamento tra le due stazioni. I rimanenti binari del fascio arrivi vengono utilizzati per l'arrivo e la partenza dei treni per le varie destinazioni.
Il secondo fascio, ubicato a sud rispetto al precedente, è formato da 20 binari (numerati dal 1 a 20) collegati al fascio arrivi dal numero 1 al 10 direttamente e dall'11 al 20 collegati solo al binario XI.Dal lato opposto invece i binari sono tutti confluenti nel binario che porta alle stazioni di Livorno San Marco e lo scalo portuale di Livorno Porto Vecchio: infatti è proprio da questa stazione che parte il raccordo per il porto, dove si imbarcano le merci per la Sicilia ed altri luoghi.
Inoltre la stazione è collegata con un binario alla stazione di Livorno Porto Nuovo e al terminal Darsena Toscana, e con un altro binario all'Interporto toscano Amerigo Vespucci (vecchia linea per Collesalvetti).
Lo scalo non ha un fabbricato viaggiatori, ma è costituito da numerosi edifici, circondati da ampi spazi dove vengono momentaneamente riposte le merci in attesa di essere caricate sui treni o dopo esserne state scaricate.

È presente anche una piccola banchina, utilizzata in passato per il servizio viaggiatori, ma al 2014 non viene più utilizzata.
Presso la stazione è ancora visibile parte del viadotto a quindici luci che un tempo consentiva alla ferrovia Pisa-Tirrenia-Livorno di scavalcare la linea Pisa-Livorno. Sul ponte il binario della vecchia linea risulta ancora straordinariamente armato.

## Movimento
Il movimento passeggeri è assente perché la stazione non svolge alcun servizio passeggeri e quindi anche tutti i treni passeggeri in transito non effettuano fermata.
Il traffico merci invece è molto elevato sia a livello di convogli in arrivo e partenza, sia di manovre di carri e di spostamenti verso il porto.